# Sint-Remigius-Geest
Sint-Remigius-Geest (Frans: Saint-Remy-Geest, Waals: Djé-Sint-Rmey) is een dorp in de Belgische provincie Waals-Brabant en een deelgemeente van Geldenaken. Tot 1 januari 1977 was het een zelfstandige gemeente.

## Bezienswaardigheden
- De Sint-Remigiuskerk (Église Saint-Remy) is een classicistisch bouwwerk van 1760-1798, gebouwd in Gobertangesteen.
- De Moulin de Genville is een bovenslagmolen op de Genville.

## Natuur en landschap
Sint-Remigius-Geest ligt aan de Chebois die even verder uitmondt in de Grote Gete. De hoogte bij de kerk bedraagt 91 meter.

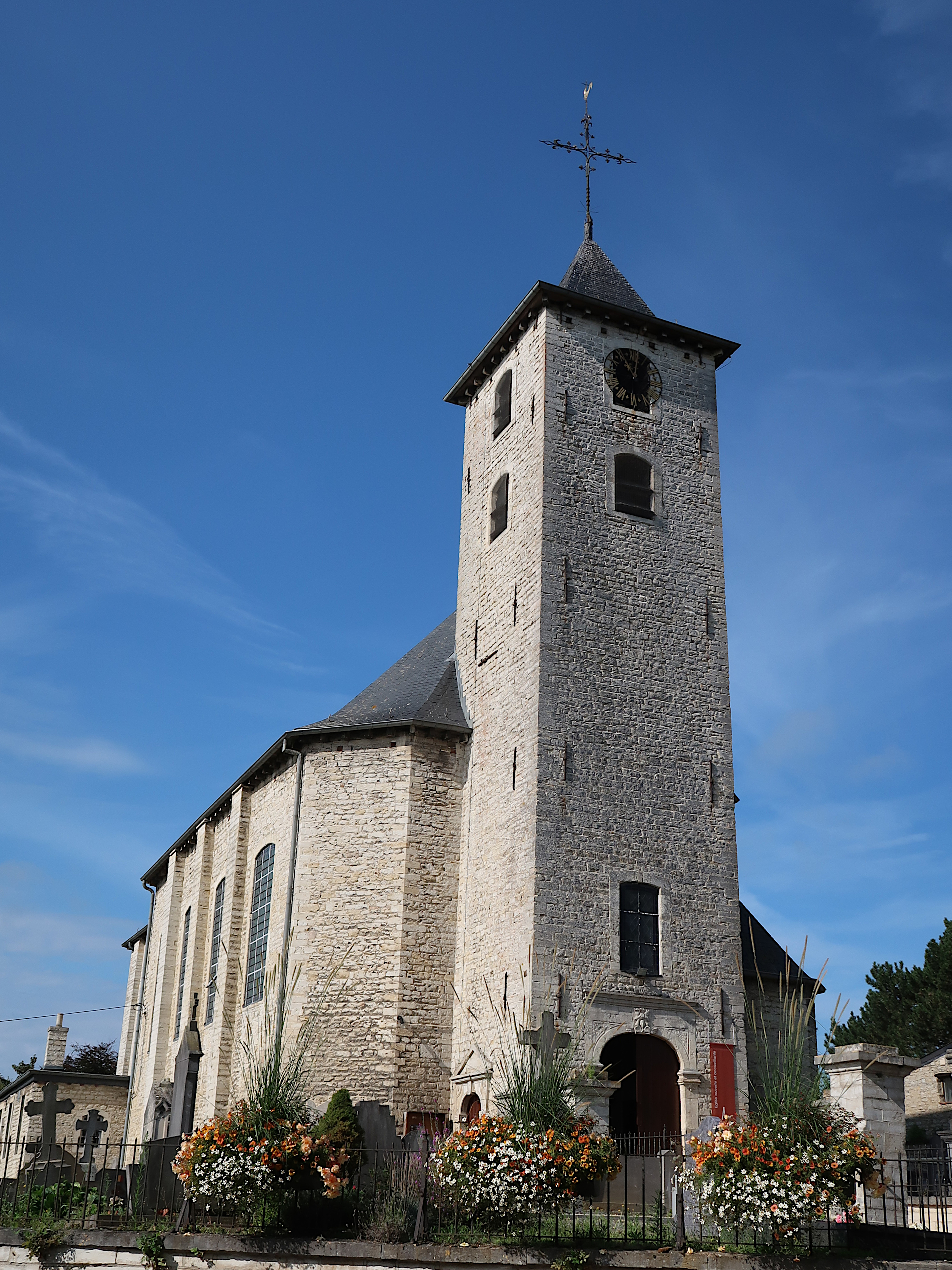
Sint-Remigiuskerk gebouwd 1760-1798
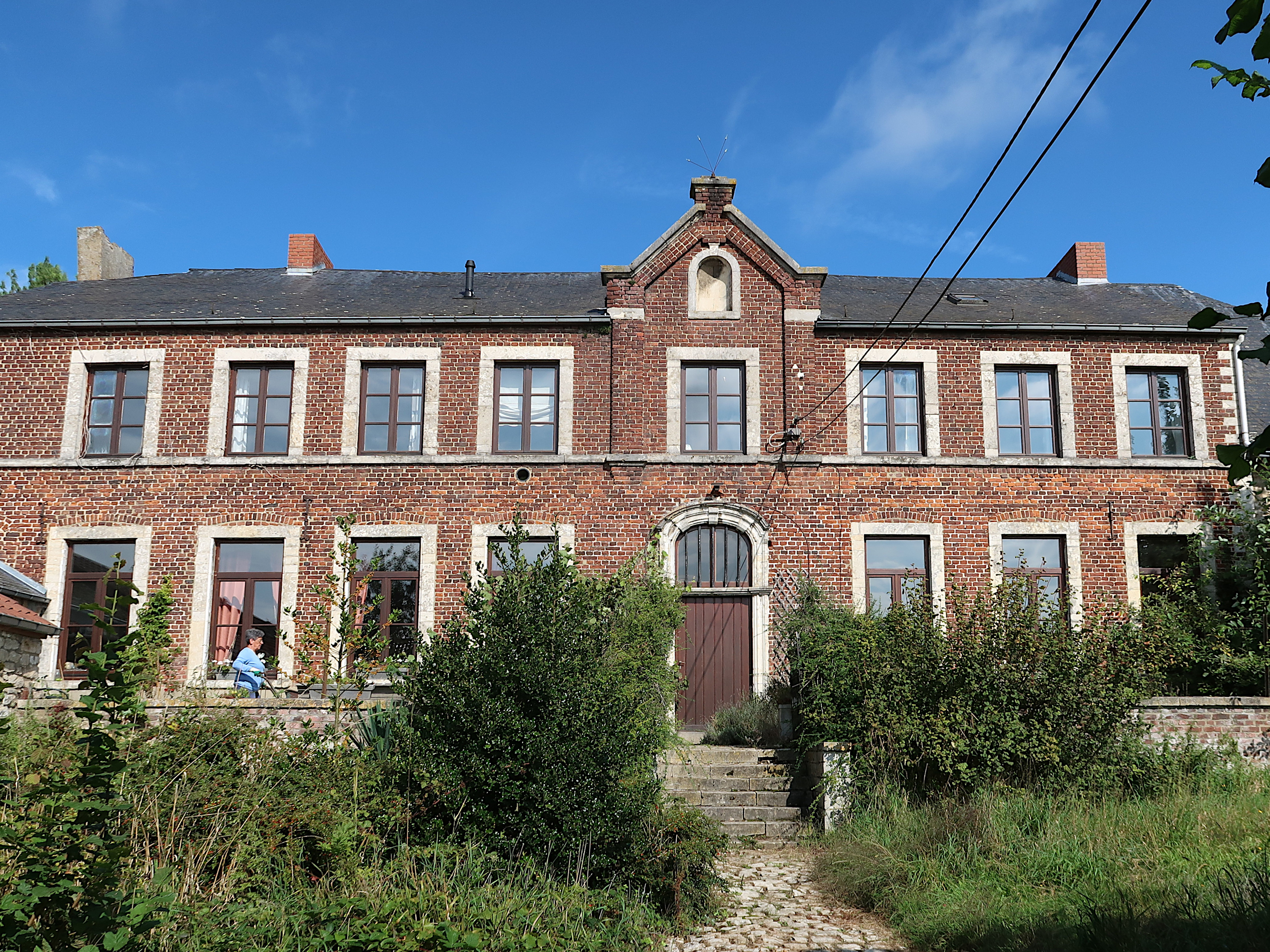
Pastorie van 1754

## Demografische ontwikkeling
- Bronnen:NIS, Opm:1831 tot en met 1970=volkstellingen, 1976= inwonersaantal op 31 december

## Nabijgelegen kernen
Sainte-Marie-Geest, Zétrud-Lumay, L'Écluse, Mélin, Jodoigne
Deelgemeenten: Dongelberg · Geldenaken · Jauchelette · Lathuy · Malen · Opgeldenaken · Petrem · Sint-Jans-Geest · Sint-Remigius-Geest · Zittert-Lummen

Overige dorpen en gehuchten: Brocui · Genville · Gobertange · Herbais · Maison du Bois · Molembais-Saint-Josse · Piétremeau · Sint-Maria-Geest · Sart-Mélin

Belgische gemeenten · Arrondissement Nijvel · Waals-Brabant · Wallonië